# Kővágótöttös
Kővágótöttös es un pueblo ubicado en el distrito de Pécs, en el condado de Baranya, Hungría.

## Superficie
Posee una superficie de 13,94 kilómetros cuadrados.

## Demografía
Hasta 2019 la población era de 303 habitantes, con una densidad de población de 21,74 habitantes por kilómetro cuadrado.